# Tevita Takayawa
Tevita Takayawa (18 de mayo de 1996) es un deportista fiyiano que compite en judo. Ganó dos medallas en el Campeonato de Oceanía de Judo en los años 2017 y 2018.

## Palmarés internacional
| Campeonato de Oceanía | Campeonato de Oceanía | Campeonato de Oceanía | Campeonato de Oceanía |
| Año                   | Lugar                 | Medalla               | Categoría             |
| --------------------- | --------------------- | --------------------- | --------------------- |
| 2017                  | Nukualofa (Tonga)     | Medalla de bronce     | –100 kg               |
| 2018                  | Numea (Francia)       | Medalla de oro        | –100 kg               |